# وین اودسنیک
 وین اودسنیک (انگلیسی: Wayne Odesnik؛ زادهٔ ۲۱ نوامبر ۱۹۸۵) یک تنیس‌باز اهل ایالات متحده آمریکا است.